# Gymnosporia sikkimensis
Gymnosporia sikkimensis är en benvedsväxtart som beskrevs av David Prain. Gymnosporia sikkimensis ingår i släktet Gymnosporia och familjen Celastraceae. Inga underarter finns listade.